# علي العبدان
علي العبدان شاعر وناقد وباحث وفنان تشكيلي إماراتي، عضو جمعية الإمارات للفنون التشكيلية منذ العام 1989.

## تجربته الفنية
أنتج العديد من الأعمال الفنية لموضوعات مختلفة، بأساليب مختلفة؛ أهمها الكولاج والألوان الزيتية.شارك في العديد من المعارض في الإمارات وخارجها، وأقام معرضين شخصيين، الأول عام 1991، والثاني عام 2010.
كتب مقالاتٍ نقدية عدة حول الفن عامة والفن في الإمارات خاصة؛ نشرت في: مجلة التشكيل، الملحق الثقافي لجريدة الخليج، مقدمات كاتالوجات المعارض السنوية لجمعية الإمارات للفنون التشكيلية.
صدر له كتاب (القرن الجديد .. اتجاهات الفن التشكيلي في الإمارات بعد العام 2000)، وقد حاز هذا الكتاب جائزة أفضل كتاب عن محتوى إماراتي ضمن معرض الشارقة للكتاب عام 2010.
تم اختياره ضمن 15 فناناً لعرض أعمالهم في كتاب تعريفي بالفن الإماراتي برعاية مجلس الإمارات للتنافسية.
له مؤلفات مخطوطة حول الفن، منها: كتاب عن مسيرة فن النحت في الإمارات، كتاب عن منحوتات النحات الكويتي الكبير سامي محمد، كتاب عن مسيرة فن الكاريكاتير في الإمارات.

## التعليم
درس بجمعية الإمارات للفنون التشكيلية في عام 1988، وهناك بدأ باكتشاف الفن بالمعنى الأكاديمي، فكانت الجمعية مصدراً للمعارف والخبرات بالنسبة له، حيث درس تاريخ الفن واطلع على مدارسه المختلفة، وأصبح التجريب الفني أمراً لابد منه بالنسبة له كفنان شاب، لأخذ القيم البصرية والجمالية من مختلف المدارس محاولاً اكتشاف وسبر ملامح تجربته الخاصة، فاشتغل على الرسم الانطباعي بعد دروس كثيرة في نقل الواقع والتلوين، واشتغل فترة ضمن الاتجاهين السوريالي والتكعيبي، ثم كانت له تجربة في فن الكولاج، ثم قدم أعمالاً مفاهيمية خارجة عن المفهوم التقليدي للوحة أو المنحوتة، وانتهت هذه الفترة بذهابه إلى الولايات المتحدة لدراسة الفن، ولكني لم يكمل لظروف معينة، وعاد بعدها ليتوقف عن الإنتاج الفني لمدة عشر سنوات نتيجة انشغاله ببحوث في اللغة والأدب والمنطق ودراسة الموسيقى والشعر.

## أعمالة

### الموسيقى
قدم علي العبدان محاضرات في الموسيقا، منها:
- محاضرة عن ملامح فن الصوت الخليجي في الإمارات ضمن فعاليات ملتقى الأحد الثقافي بدائرة الثقافة بالشارقة.
- محاضرة عن الأجناس الموسيقية الأساسية التي تتكون منها المقامات الشرقية؛ ألقيت في النادي الثقافي العربي بالشارقة.

يُعد كتاباً جامعاً لأصول المقامات الشرقية الموسيقية، عارضاً الأجناس وتحويلاتها وانتقالاتها النغمية مع ضرب الأمثلة من كلاسيكيات الموسيقا العربية.
له كتاب مخطوط عن الفنان محمد بن فارس رائد فن الصوت الخليجي، وآخَر عن سيرة المطرب الإماراتي الشعبي سعيد سالم.
نشر له كتيّب صغير حول الفنون الشعبية في الإمارات عن طريق إدارة التراث بالشارقة.

### الأدب والشعر
استضيف علي العبدان كناقد وباحث في الأدب ضمن برنامج (في حضرة الكتاب) عبر قناة الشارقة الفضائية حيث نوقش الكثير من الروايات العربية، منها (الزيني بركات) لجمال الغيطاني، و (سلاّم) لهاني نقشبندي، و(ساق البامبو) لسعود السنعوسي وغيرهم، وذلك بحضور ومشاركة الروائيين.
قدم ورقة نقدية حول الرواية الخليجية ضمن الملتقى الرابع للرواية الخليجية الذي نظمه اتحاد كتاب وأدباء الإمارات.
ألقى علي العبدان قصائده من الشعر الفصيح المقفى والموزون بأمسياتٍ شعريّة بالنادي الثقافي العربي، وبجمعية الشارقة للفنون الشعبية.
يعد ديوانه الأول للنشر، كما يعد بحثاً حول طبائع بحور الشعر العربي.
في تجربته الشعرية أصدر العبدان مجموعة تحت عنوان «هائم بالوصايا» وهو في صدد إصدار مجموعته الثانية بعنوان «ظلٌ في الكسوف»،

## إصدارات
| الإصدار                                                                     | تاريخ النشر | ملاحظات             |
| --------------------------------------------------------------------------- | ----------- | ------------------- |
| من ماضي الإمارات والخليج (ج1)                                               | 2008        |                     |
| القرن الجديد: إتجاهات الفن التشكيلي في الإمارات بعد العام 2000              | 2009        |                     |
| من روراد الشعر الشعبي في الإمارات ( 2 ): الرقراقي - بن صنقور - ريف دبي      | 2012        | بالاشتراك مع آخرين. |
| ظل في الكسوف                                                                | 2016        |                     |
| هائم بالوصايا                                                               | 2014        | شعر                 |
| الشعر الحميني في فن الصوت الخليجي: أصوات محمد بن فارس نموذجاً                | 2016        |                     |
| حرف وعزف: مقالات عن الطرب الشعبي في الإمارات، التاريخ والرواد والأغاني (ج1) | 2018        |                     |
| مقالات حول الفنون الشعبية في الإمارات: توصيفات ونصوص                        | 2019        | [ 3 ]               |
| فن الصوت الخليجي في الإمارات: البدايات والنهايات                            | 2020        | [ 4 ]               |